# Krankengeschichte
Krankengeschichte ist im Alltag ein Synonym für die Dokumentation zu früheren abgeschlossenen Fällen. Diese bildet für einen neuen Fall (Casus) desselben Patienten die Grundlage der Anamnese, d. h., sie ergänzt die vom Arzt zu Beginn der Behandlung im Gespräch erhobenen Informationen zum Gesundheitszustand des Patienten.
Eine vollständige Krankengeschichte besteht aus Vorgeschichte (Anamnese), Befund (Status praesens), Nachträgen (weitere Untersuchungen und die wichtigsten Eintragungen über den Krankheitsverlauf mit Angaben über Art und Erfolg der Behandlung) und einer zusammenfassenden Schlussbetrachtung (Epikrise).
Nach üblichem professionellem Sprachgebrauch in einer Einrichtung des Gesundheitswesens ist die Patientenakte (auch Krankenakte, älter Krankenjournal) die Gesamtheit aller dokumentierten Informationen über den aktuell behandelten Fall eines Patienten. Diese Dokumentation über den aktuellen Fall muss von der behandelnden Einrichtung des Gesundheitswesens vertreten werden.
Für die Dokumentation zu früheren Fällen, die der Patient gegebenenfalls als Krankengeschichte mitbringt, sind jeweils die Ersteller der Originalunterlagen haftbar. Die Vollständigkeit der Krankengeschichte muss der Patient hingegen selbst vertreten. Diese Originalunterlagen verbleiben jeweils in der behandelnden Einrichtung. Der Patient hat das Recht, eine Kopie zu fordern. Die Kosten für die Herstellung muss der Patient tragen.
Üblicherweise werden Unterlagen zur Krankengeschichte über einen oder mehrere frühere Fälle eines Patienten, also die aktuell gültige Krankenakte oder Patientenakte in Papierform und mit einzelnen Bildern oder Datenträgern – bestenfalls zusammengefasst als Elektronische Fallakte (EFA) – von jeder der betreffenden Einrichtungen des Gesundheitswesens einzeln der anfordernden Einrichtung und in der Regel leihweise zur Verfügung gestellt.
Eine zentrale Archivierung der Krankengeschichte ist in Deutschland weder gesetzlich geregelt noch allgemein verfügbar. In Ländern mit staatlichem Gesundheitswesen, wie in Großbritannien oder in Ländern mit vollständiger Vernetzung der Einrichtungen des Gesundheitswesens, wie in Schweden, werden Konzepte verfolgt, die zu einer besseren Informationsverfügbarkeit beitragen sollten. Eine internationale Norm ist aus keinem dieser Ansätze entstanden. Privatwirtschaftliche Ansätze zur Dokumentation der Krankengeschichte sind bisher nicht allgemein verbreitet und scheinen weniger erfolgreich zu sein.
Für das Krankenversicherungswesen ist die im Rahmen der Gesundheitsprüfung zu klärende Frage nach Vorerkrankungen, sprich vor dem Eintritt in die Versicherung bestehenden Krankheiten von Bedeutung.

## Inhalte der Patientenakte
Die Tätigkeit von Ärzten und Pflegern im Krankenhaus ist hochgradig arbeitsteilig. Daher sind alle Beteiligten gezwungen, nicht ausschließlich verbal miteinander zu kommunizieren: Die Patientenakte ist ein Kommunikationsmittel für die beteiligten Teams. Die Patientenakte dient zuerst dem leitenden Arzt als Selbstkontrolle und weiter als Mittel der Kommunikation mit anderen behandelnden Kollegen und die beteiligte Pflege.
Für die Vollständigkeit der Krankengeschichte ist der behandelnde Arzt verantwortlich. Bezüglich Form, Archivierung und Umgang mit Daten der Krankengeschichte gibt es in Deutschland Vorgaben. Inhaltlich umfasst die Patientenakte den vollständigen Fallverlauf eines Patienten. So entsteht in der Papierform meist eine Patientenakte mit einigen zig Blättern. Die Patientenakte umfasst beispielsweise
- Dokumente zur Identifikation, wie das Patientenstammblatt,
- Dokumente zur Aufnahme:
  - den Einweisungsbefund
  - eine ausführliche Anamnese,
  - den Aufnahmebefund
  - die Dokumentation der durchgeführten Untersuchungen

- an Dokumenten zu invasiven Maßnahmen:
  - einen vorläufigen und einen endgültigen OP-Bericht
  - das Narkoseprotokoll,
  - die Dokumentation der erhaltenen Blutprodukte,

- an Dokumenten zur Beauftragung anderer Abteilungen:
  - die Diagnosen und Verdachtsdiagnosen,
  - die Laboranforderungen und die Laborbefunde,
  - Röntgen- und andere Bilder,
  - die konsiliarischen Anforderungen,

- an fortlaufend aktualisierten Dokumenten
  - das Krankenblatt und
  - die Pflegebögen,
  - die Kurve,
  - die Bögen, auf denen Komplikationen dokumentiert werden sowie

- an Dokumenten ohne besondere Form
  - Notizen zu besonderen Zwischenfällen

- an Dokumenten zum weiteren Verlauf:
  - die pharmakologischen Verordnungen
  - den ärztlichen und den pflegerischen Bericht der Intensivstation,
  - an den Patienten ausgegebene Warnungen,

- die Dokumentation der durchgeführten Therapiemaßnahmen

- an Dokumenten zur Entlassung:
  - den Entlassungsbrief,
  - den vorläufigen Arztbrief mit
    - dem körperlichen Status und

  - den endgültigen Arztbrief,

Die Befunde und die Arztbriefe enthalten vor allem narrative medizinische Information. Die Zusammenstellungen für die Zeit zwischen Aufnahme und Entlassung sind speziell für jeden Fall und verschieden für die jeweilige Fachklinik.

### Elektronische Erfassung
Mittlerweile kommen für die Organisation von Patientenakten in Praxen und Krankenhäusern fast ausschließlich elektronische Patientenakten (computergestützte Systeme) zum Einsatz.
Eine komplett papierlose elektronische Dokumentation kann im Rahmen eines Zivilprozesses als „digitales Beweisstück“ zugelassen werden, wenn die Dokumentation vor nachträglichen Veränderungen geschützt ist und/oder dem Gericht die Plausibilität der Dokumentation und deren nachträgliche Unveränderbarkeit nachgewiesen werden kann. Wenn die elektronische Dokumentation zusätzlich mit einer qualifizierten elektronischen Signatur nach dem Signaturgesetz versehen ist, wird der Beweiswert der Dokumentation weiter erhöht.
Die Elektronische Patientenakte startete zum 1. Januar 2021 in eine Testphase in ausgewählten Arztpraxen, bei der alle 73 Millionen gesetzlich Versicherten freiwillig eine digitale Akte beantragen können. Die elektronische Akte wird über eine App auf dem Smartphone verwaltet, was bisher ein Prozent der Bevölkerung nutzt. 2025 soll dann allen Versicherten ein Angebot zur Einrichtung gemacht werden.

## Vertragsdokument
Neben ihrer zentralen Funktion für die ärztliche Kommunikation erfüllt die Patientenakte den Sinn eines Rechtsdokumentes. Die Eintragungen können vor Gericht als Beweisstück herangezogen werden. Dies hat beispielsweise Relevanz in Verfahren, in denen es um den Beweis eines ärztlichen Kunstfehlers oder um Abrechnungsbetrug geht. Für Krankenkassen ist die Krankengeschichte als Abrechnungsgrundlage wichtig.

### Weitergehende Inhalte zur Krankengeschichte
Die Krankengeschichte fasst soweit vorhanden die Inhalte aufeinander folgend angelegter Patientenakten zusammen.
Sie belegt damit zur Verlaufskontrolle die Maßnahmen während einer Erkrankung in den jeweils beteiligten Einrichtungen. Sie gibt dem Gesundheitspersonal eine Übersicht über die Diagnosen und Therapien und beinhaltet auch die Beobachtungen des Pflegepersonals.

### Informationsrechte
Patienten haben das Recht, ihre Krankenakte einzusehen und Kopien herstellen zu lassen.
Gesetzlich versicherte Patienten haben in Deutschland zudem das Recht, sich vom Vertragsarzt oder -psychotherapeuten eine Patientenquittung (Kosteninformation) über die abgerechneten Leistungen kostenlos ausstellen zu lassen (§ 305 SGB V). Außerdem besteht die Möglichkeit, bei der zuständigen Kassenärztlichen Vereinigung (KV) Daten anzufordern: Auf Wunsch eines Versicherten muss die KV sämtliche verfügbaren Sozialdaten herausgeben, so hat das Bundessozialgericht entschieden. Maßgeblich ist § 83 SGB X. Die Auskunft ist kostenlos zu erteilen.

## Rechtliche Grundlagen
Mit dem Patientenrechtegesetz wurde der Arzt oder Zahnarzt durch den § 630f BGB verpflichtet – wie bisher schon in den Berufsordnungen und in den Bundesmantelverträgen geregelt – eine Patientenakte zu führen und alle relevanten Fakten, wozu auch die Befunde zählen, ausführlich zu dokumentieren. Nachträgliche Änderungen sowohl in der auf Papier geführten, als auch in der elektronischen Patientenakte, müssen den konkreten Inhalt und den genauen Zeitpunkt der Änderung erkennen lassen.
Die Musterberufsordnung der deutschen Ärzteschaft (Grundlage der in der Regel textgleichen, verbindlichen Landesberufsordnungen der Landesärztekammern) legt im § 10 den Umfang der Dokumentationspflicht, die Aufbewahrungsfrist und die Pflicht, dem Patienten Einsicht zu gewähren fest. Sie wird gemäß den neuen Regelungen des Patientenrechtegesetzes noch angepasst.

### Einsichtsrecht in Patientenakte
§ 630g BGB räumt dem Patienten das Recht ein, Einblick in seine Patientenakte zu nehmen und ggf. Abschriften der Aktenmappe in Papierform bzw. Duplikate der elektronischen Dokumentationen und Bilder gegen Auslagenersatz zu erhalten. Das Einsichts- und Duplizierrecht gilt nach § 630g Abs. 3 BGB auch für dessen Erben und nächste Angehörige. In der Regel wird das in der Praxis oder Klinik erfolgen, was aber auch abweichend vereinbart werden kann. Die Einsicht darf nur verweigert werden, „soweit ihr erhebliche therapeutische Gründe“ oder „sonstige erhebliche Rechte Dritter“ entgegenstehen.
Das Einsichtsrecht ergibt sich nunmehr zudem aus dem datenschutzrechtlichen Auskunftsanspruch gemäß Art. 15 DSGVO. Der Auskunftsanspruch nach Maßgabe der Datenschutz-Grundverordnung ist für den Patienten kostenfrei, sodass aufgrund des Anwendungsvorrang des Unionsrechts auch für die Einsichtnahme auf Grundlage des Behandlungsvertrages – sogar entgegen dem Wortlaut von § 630g Abs. 2 BGB – von dem Patienten keine Kosten erhoben werden dürfen.

### Recht auf Widerspruch
Bei den Krankenkassen können Versicherte Widerspruch gegen das Anlegen einer elektronischen Patienakte einlegen. Dadurch werden die Möglichkeiten eingeschränkt, dass Ärzte oder deren Assistenten auf (nicht unmittelbar relevante) personenbezogene medizinische Daten eines Versicherten zugreifen.

### Beweislast bei Verletzung der Dokumentationspflicht
Hat der Behandelnde eine medizinisch gebotene wesentliche Maßnahme und ihr Ergebnis entgegen § 630f nicht in der Patientenakte aufgezeichnet oder hat er die Patientenakte entgegen § 630f nicht aufbewahrt (Dokumentationspflichtverletzung), wird vermutet, dass er diese Maßnahme nicht getroffen hat, was bedeutet, dass im Rechtsstreit daraus eine Beweislastumkehr zu Lasten des Arztes resultieren kann (§ 630h Abs. 3 BGB).

## Anonymisierte Auswertung
In der Epidemiologie dienen archivierte Patientenakten als wichtige Informationsquelle. Auch im Rahmen des Medizinstudiums und der ärztlichen Fortbildung dienen Krankengeschichten einzelner Patienten als Anschauungsmaterial. Unter dem Schlagwort „Problemorientiertes Lernen“ werden solche praxisorientierten Unterrichtsbestandteile an den medizinischen Fakultäten zusehends mehr ins Curriculum integriert.

## Geschichte
Im Papyrus Edwin Smith, der Abschrift eines Textes aus dem 16. Jahrhundert v. Chr., sind 48 chirurgische Fälle beschrieben; mit Schilderung der Symptome, Diagnosen und Prognosen nach dem Muster „kann man heilen“, „kann man vielleicht heilen“, „kann man nicht heilen“.
Im Papyrus Ebers fand man Beschreibungen zu Symptomen und ihren Diagnosen, Anweisungen für Behandlungen sowie Rezepte für Heilmittel, zum Beispiel bei Verletzungen, Krankheiten, Parasiten und Zahnbeschwerden, aber auch für die Empfängnisverhütung. Hippokrates verwendete um 400 v. Chr. patientenbezogene Krankengeschichten.
In der Neuzeit wurde diese Form der medizinischen Dokumentation im 16. Jahrhundert n. Chr. wiederentdeckt, zum Beispiel richtete das St. Bartholomäus-Krankenhaus in London auf Anweisung Heinrichs VIII ein Medical Record Departement ein. Der Nürnberger Stadtarzt Johann Magenbuch legte 1526 ein chronologisches Tagebuch mit Patientennamen, Angaben über deren Krankheiten, medikamentöse Verordnungen und den Krankheitsverläufen an. Im Unterschied zur heutigen Form der patientenorientierten Krankengeschichte wiesen solche ärztliche Tagebücher einen privaten Charakter auf; als Journale dienten sie vorrangig der Wissenserweiterung des einzelnen Arztes und repräsentierten seinen persönlichen Erfahrungsschatz. Noch im 19. Jahrhundert verwendeten amerikanische Krankenhäuser solche (stationsbezogenen) Fallbücher.
In Deutschland vollzog sich der Übergang zur patientenzentrierten, standardisierten Krankenakte früher; beispielsweise sind im Archiv der Charité Patientenakten aus den 1850er Jahren zu finden.